# Konungens af Siam landstigning vid Logårdstrappan
Pour plus de détails, voir Fiche technique et Distribution.
Konungens af Siam landstigning vid Logårdstrappan, parfois traduit en français sous le titre L'Arrivée du roi du Siam à Stockholm, est une courte séquence cinématographique tournée le 13 juillet 1897 par le suédois Ernest Florman, et projetée quelques jours plus tard dans le cadre de l'exposition de Stockhlom de 1897. Elle est considérée comme le premier « film » suédois de l'histoire, bien que le terme de « film » n'ait pas vraiment de sens au regard de la simplicité de la séquence.
Le film montre l'arrivée, par bateau, de Chulalongkorn, roi du Siam, au Palais royal de Stockholm, celui-ci se rendant dans la capitale suédoise pour l'exposition des Arts et de l'Industrie qui s'y déroule. On y voit son arrivée à bord du Vasaorden (sv) et plus exactement son débarquement sur le Logårdstrappan (sv) menant au palais, et son accueil par le roi Oscar II de Suède.